# Равновеликая азимутальная проекция Ламберта

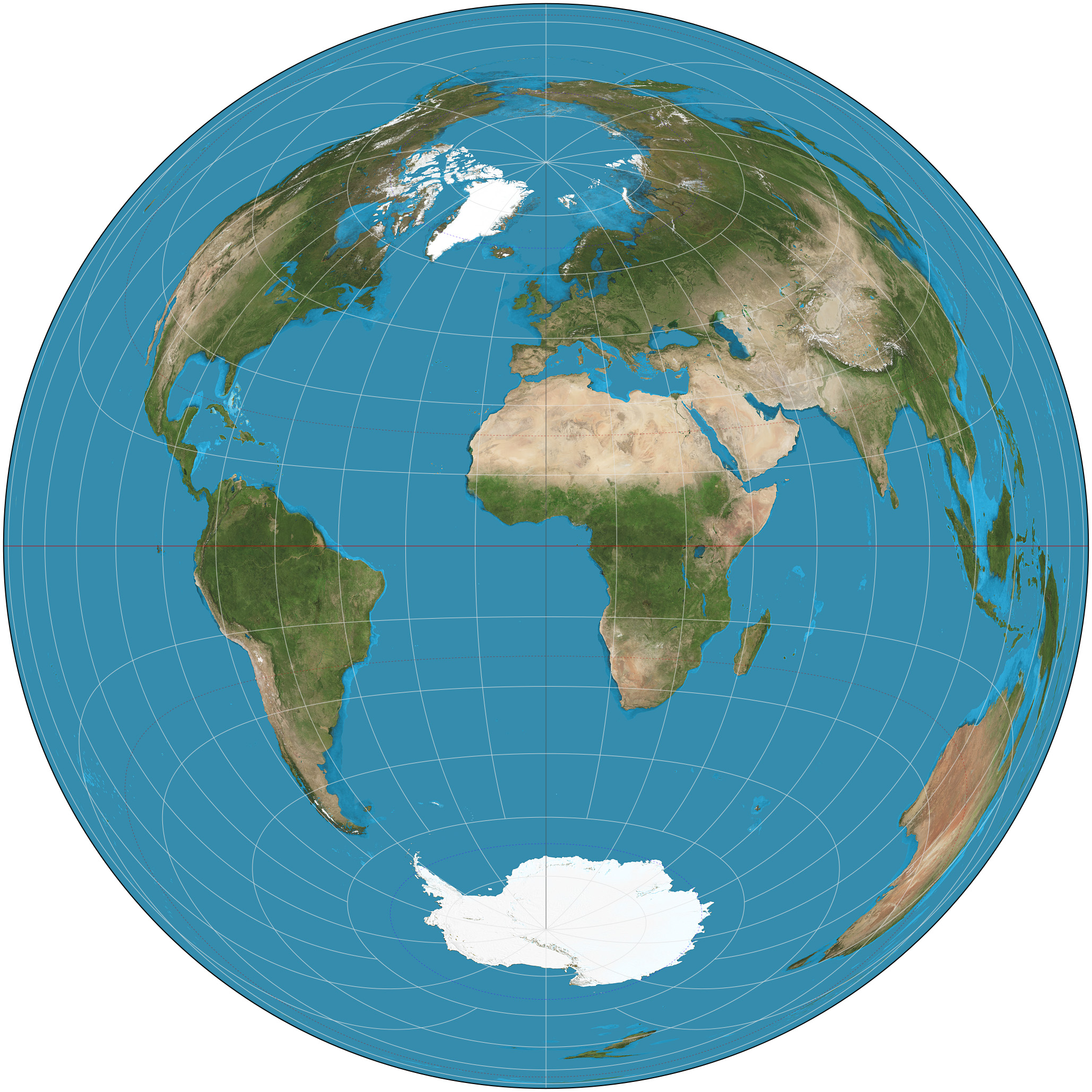
Равновеликая азимутальная проекция Ламберта с центром в 0° N 0° E и антиподом в 0° N 180° E, недалеко от Кирибати в Тихом океане. Эта точка представлена всей круговой границей карты, и океан вокруг этой точки показан вдоль всей границы.

Равновеликая азимутальная проекция Ламберта — это способ проекции с поверхности сферы на поверхность круга. Эта проекция сохраняет площади, но не сохраняет углы. Проекция носит имя швейцарского математика Иоганна Генриха Ламберта, который представил её в 1772 году.
Равновеликая азимутальная проекция Ламберта используется в качестве картографической проекции в картографии.

## Определение

Чтобы определить проекцию, представим себе что сфера касается плоскости в точке S. Пусть P будет любой точкой на сфере, кроме точки противоположной S, d будет дистанцией между S и P в трёхмерном пространстве. Тогда точка P проецируются в точку P' на плоскости, которая удалена от S на то же расстояние d.
Другими словами, через точку P проводится окружность с центром в точке S. Точка пересечения окружности с плоскостью и есть искомая точка P'. Точка S это вырожденный случай — она проецируется сама в себя.

## Формулы

### Прямое преобразование
Преобразования из сферической координатной системы в декартову систему координат равновеликой азимутальной проекции Ламберта осуществляется по следующим формулам:
{\displaystyle x=k'\cos \phi \sin(\lambda -\lambda _{0})},
{\displaystyle y=k'[\cos \phi _{1}\sin \phi -\sin \phi _{1}\cos \phi \cos(\lambda -\lambda _{0})]},
где {\displaystyle \phi _{1}} — стандартная параллель, {\displaystyle \lambda _{0}} — центральная долгота, и
{\displaystyle k'={\sqrt {\frac {2}{1+\sin \phi _{1}\sin \phi +\cos \phi _{1}\cos \phi \cos(\lambda -\lambda _{0})}}}}.

### Обратное преобразование
{\displaystyle \phi =\sin ^{-1}(\cos {c}\sin \phi _{1}+{\frac {y\sin {c}\cos \phi _{1}}{\rho }})},
{\displaystyle \lambda =\lambda _{0}+\tan ^{-1}({\frac {x\sin {c}}{\rho \cos \phi _{1}\cos {c}-y\sin \phi _{1}\sin {c}}})},
где
{\displaystyle \rho ={\sqrt {x^{2}+y^{2}}}},
{\displaystyle c=2\sin ^{-1}(\rho /2)}.